# Tirreno-Adriático 1999
La XXXIV edición del Tirreno-Adriático se disputó entre el 10 y el 17 de marzo de 1999 con un recorrido de 1.401 kilómetros con salida en Sorrento y llegada a San Benedetto del Tronto. El ganador de la carrera fue el italiano Michele Bartoli del Mapei-Quick Step.

## Etapas
| Etapa | Fecha       | Recorrido                             | km    | Ganador                   | Líder             |
| ----- | ----------- | ------------------------------------- | ----- | ------------------------- | ----------------- |
| 1ª    | 10 de marzo | Sorrento - Sorrento                   | 131,0 | Romāns Vainšteins         | Romāns Vainšteins |
| 2ª    | 11 de marzo | Sorrento - Santa Maria Capua Vetere   | 178,0 | Massimo Strazzer          | Romāns Vainšteins |
| 3ª    | 12 de marzo | S.M. Capua Vetere - S.M. Capua Vetere | 214,0 | Mario Cipollini           | Romāns Vainšteins |
| 4ª    | 13 de marzo | Luco dei Marsi - Paglieta             | 197,0 | Paolo Bettini             | Romāns Vainšteins |
| 5ª    | 14 de marzo | Paglieta - Torricella Sicura          | 198,0 | Igor González de Galdeano | Michele Bartoli   |
| 6ª    | 15 de marzo | Teramo - Alba Adriatica               | 170,0 | Romāns Vainšteins         | Michele Bartoli   |
| 7ª    | 16 de marzo | Alba Adriatica - Civitanova Marche    | 160,0 | Steven de Jongh           | Michele Bartoli   |
| 8ª    | 17 de marzo | Civitanova Marche - S.B del Tronto    | 164,0 | Ján Svorada               | Michele Bartoli   |

## Clasificaciones finales

### General
| Posición | Ciclista                  | Equipo                | Tiempo      |
| -------- | ------------------------- | --------------------- | ----------- |
| 1        | Michele Bartoli           | Mapei-Quick Step      | 36h 03' 30" |
| 2        | Davide Rebellin           | Polti                 | + 9"        |
| 3        | Stefano Garzelli          | Mercatone Uno-Bianchi | + 14"       |
| 4        | Laurent Jalabert          | ONCE                  | + 21"       |
| 5        | Igor González de Galdeano | Vitalicio Seguros     | + 30"       |
| 6        | Alessandro Spezialetti    | Mobilvetta Design     | + 1' 56"    |
| 7        | Bo Hamburger              | Cantina Tollo         | + 3' 57"    |
| 8        | Christopher Jenner        | Crédit Agricole       | + 4' 26"    |
| 9        | Oscar Camenzind           | Lampre-Daikin         | + 4' 26"    |
| 10       | Davide Casarotto          | TVM-Farm Frites       | + 4' 27"    |